# کهساله خرد
کهساله خرد (به انگلیسی: Khasala Khurd) یک منطقهٔ مسکونی در پاکستان است که در ناحیه راولپندی واقع شده‌است. کهساله خرد ۳۷۰ متر بالاتر از سطح دریا واقع شده‌است.